# جان کاوالی
جان کاوالی (انگلیسی: Johan Cavalli؛ زادهٔ ۱۲ سپتامبر ۱۹۸۱) بازیکن فوتبال اهل فرانسه است.
از باشگاه‌هایی که در آن بازی کرده‌است می‌توان به باشگاه ورزشی رئال مایورکا، باشگاه فوتبال نانت، باشگاه فوتبال نیم المپیک، باشگاه فوتبال آژاکسیو، باشگاه فوتبال واتفورد، و باشگاه فوتبال لوریان اشاره کرد.
وی همچنین در تیم ملی فوتبال Corsica بازی کرده‌است.